# 福岡市立曰佐中学校
福岡市立曰佐中学校（ふくおかしりつ おさちゅうがっこう）は、福岡県福岡市南区曰佐三丁目に位置する公立中学校。

## 教育目標
- 基礎学力を養い、進んで学ぶ知性と創造性豊かな生徒を育てる。
- 自主性と責任感を高め、主体的に判断し、実践する力を養う。
- 豊かな心を持ち、自他の人格を尊重し行動する態度を養う。
- 基本的生活態度を身につけ、心身共にたくましく生きる力を育てる。

## 沿革
- 1973年（昭和48年） - 福岡市立曰佐中学校開校（福岡市立三宅中学校より分離・創立）
- 1974年（昭和49年） - 校歌制定
- 1976年（昭和51年） - 普通教室を5室増築
- 1977年（昭和52年） - 特殊学級発足
- 1984年（昭和59年） - 普通教室を2室増築
- 1985年（昭和60年） - 武道場新築、道場開き開催
- 1988年（昭和63年）- 一部を福岡市立横手中学校に分離。
- 1991年（平成3年） - 男子バスケットボール部が全国中学校体育大会出場
- 1995年（平成7年） - 新体育館兼講堂落成記念式典
- 男子バスケットボール部

　　全国中学校体育大会出場
　　全国中学校体育大会ベスト16
- 2002年（平成14年） - 開校30周年記念式典
- 2007年（平成19年） - 平成19年度小中連携教育の推進事業における第2次モデル校に指定
- 2008年（平成20年） - 放火により校舎が半焼した。

## 特色
- 福岡市の南西部に位置し、弥永小学校区と弥永西小学校区とからなり、新幹線南基地の引き込み線がほぼ校区を二分するように走っている。当時は弥永団地や住宅が建設され、人口増加が続き、1988年（昭和63年）4月には福岡市立横手中学校が分離・創立されたが、近年は児童・生徒数の減少がみられる。
- 文献によると、大宰府政庁時代、古語・訳語の人が住む村を曰佐（ヲサ）といい、「いわく助ける」という意味があった。譯官（通訳）の住居地「延喜式民部式」には、「新羅（しらぎ）譯語（ヲサ）に仕へし人を宛らるるとある」とある。校区周辺には、弥生時代の古墳が多くあり、古代から文化の花開いた土地であることが分かる。
- 生徒は活動的で、体育大会を初めとする学校行事等に取り組んでいる。

## 部活動
- 放送部（廃部）
- 吹奏楽部
- 美術部
- バトントワラー部
- サッカー部
- 男女バレー部
- 男女卓球部
- 男女バスケット部（男子、全国大会出場二回）
- 男女テニス部
- 野球部
- 陸上部